# Dušan Mileusnić
Dušan Mileusnić (in serbo Душан Милеуснић?; Belgrado, 10 aprile 1984) è un ex calciatore serbo, di ruolo difensore.

## Carriera

### Club
Dopo aver giocato in Serbia nel BASK Belgrado esordisce con gli ungheresi del Vasas il 28 febbraio 2010 in Vasas Budapest-Nyíregyháza 2-3 giocando l'incontro da titolare. Gioca altri 13 incontri di campionato senza realizzare alcune rete. Nella successiva stagione, il 22 ottobre 2010 sigla la sua prima rete con la maglia del Vasas nella sfida contro lo Zalaegerszegi TE portando in vantaggio la sua squadra. L'incontro finirà 2-1 per i padroni di casa.
Termina la sua esperienza al Vasas con 48 presenze ed una rete nella massima serie magiara.
Nel 2013 si trasferisce in Croazia per giocare nel Novigrad.